# Império do Espírito Santo da Praça

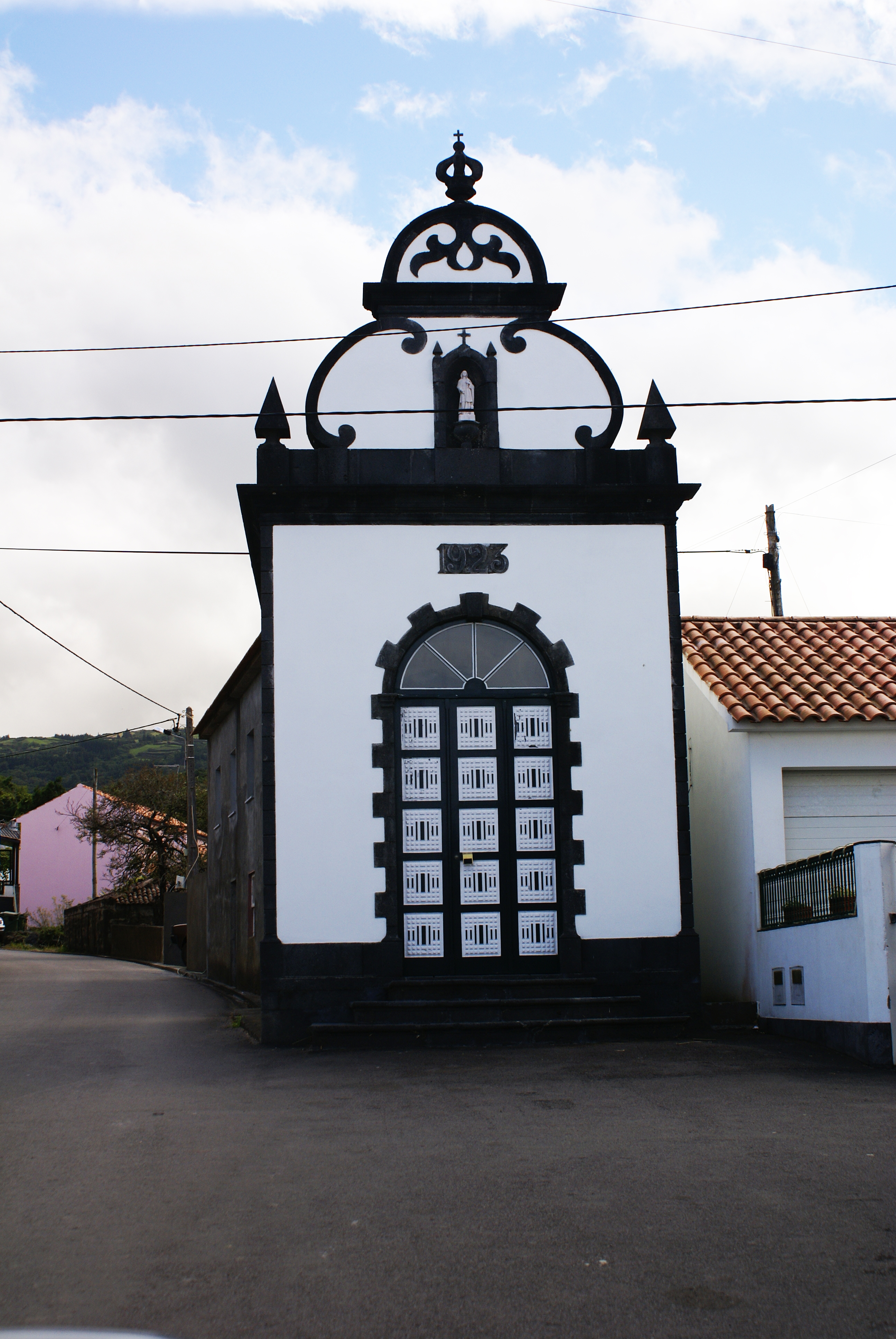
Império do Espírito Santo da Praça, Cedros.

O Império do Divino Espírito Santo da Praça é um Império do Espírito Santo português que se localiza na freguesia dos  Cedros, concelho da horta, ilha do Faial, arquipélago dos Açores.
Este Império do Espírito Santo apresenta uma bonita fachada com elaborados trabalhos em cantaria de pedra basáltica de cor negra. Nessa fachada ostenta a data de 1923.